# Hussein Onn
Hussein Onn, född 12 februari 1922 i Johor Bahru, Malaysia, död 29 maj 1990 i San Francisco, Kalifornien, var en malaysisk politiker och mellan 1976 och 1981 den tredje premiärministern i Malaysia. Hans efterträdare var Mahathir bin Mohamad.